# Самохин, Иван Климентьевич
Иван Климентьевич Самохин (18 декабря 1900 — 14 марта 1987) — советский военачальник, генерал-лейтенант авиации (01.03.1946).

## Биографии
Родился 18 декабря 1900 года (шахта № 21 Акционерного общества Ауэрбаха и К°, Бахмутский уезд Екатеринославской губернии, Российская империя; ныне Горловка, Донецкая область). Русский.
До революции Самохин работал на шахтах Акционерного общества Ауэрбаха в Екатеринославской губернии молотобойцем подручным слесаря на шахте № 21, Екатеринославской снаряжательной мастерской, рабочим в механической мастерской химического завода Бельчийского.

### Гражданская война
С июля 1917 года состоял рядовым бойцом в боевой дружине при шахте № 21. В декабре 1917 года Самохин вступил в красногвардейский отряд. Красногвардейцем и командиром отделения отряда участвовал в боях с казачьими грядами генерала А. М. Каледина в районе Никитовка — Дебальцево — Таганрог — Ростов-на-Дону — Новочеркасск. В марте 1918 года с отрядом выступил на подавление контрреволюционного восстания белоказаков К. К. Мамонтова в районе Нижне- и Верхне-Чирская. Затем с ним действовал в районах Котельниково, станиц Верхне-Курмоярская, Баклановская, Потёмкинская, Абганерово. По формировании регулярной Красной армии в том же месяце с отрядом влился во 2-й социалистический рабоче-крестьянский полк и был назначен в нём начальником конной разведки. В его составе сражался с частями генерала П. Н. Краснова под Царицыном. С июля 1918 года Самохин служил телефонистом в 336-м стрелковом полку 37-й стрелковой дивизии, во 2-й пехотной бригаде и 6-м казачье-крестьянском полку, затем в 14-м и 9-м военно-полевых строительствах. До конца войны воевал с ними в 10-й армии на Южном фронте. В 1920 году Самохин вступил в ВКП(б).

### Межвоенный период
После войны с февраля 1922 года Самохин проходил службу в должности помощника военкома эскадрона в отдельном кавалерийском полку 3-й Казанской стрелковой дивизии. С декабря 1923 г. проходил службу в должностях военкома эскадрона 17-го кавалерийского полка 3-й кавалерийской Бессарабской дивизии, военкома батареи 3-го конноартиллерийского дивизиона, военкома эскадрона 14-го кавалерийского полка. С октября 1926 года был политруком эскадрона и начальником клуба в 15-м кавалерийском полку. С августа 1928 года проходил обучение сначала в Военно-политической академии РККА им. Н. Г. Толмачёва, а с сентября 1929 года — в Военной академии РККА им. М. В. Фрунзе. По окончании последней в мае 1932 г. назначен начальником штаба 30-й армейской разведывательной авиаэскадрильи. В августе 1934 года командирован в 1-ю военную школу лётчиков им. А. Ф. Мясникова в пгт Кача. В декабре окончил её и служил затем начальником штаба 13-й отдельной армейской разведывательной авиаэскадрильи. В апреле 1935 года переведён командиром и военкомом 81-го отдельного авиаотряда, с марта 1937 года исполнял должность командира и военкома 3-го отдельного авиаотряда.
Указом Президиума Верховного Совета СССР от 22 февраля 1938 года — за активное участие в Гражданской войне и в честь 20-летия РККА майор Самохин был награждён орденом Красного Знамени и медалью «XX лет РККА».
С февраля 1938 года командовал 14-й отдельной армейской авиаэскадрильей. С реорганизацией ВВС и формированием авиаполков весной вступил в командование 3-й тяжёлой эскадрильей 3-го авиаполка.
В июле 1938 года майор Самохин был арестован органами НКВД и находился под следствием. В марте 1939 года освобождён, восстановлен в кадрах РККА.
В августе 1939 года назначен помощником командира 31-го скоростного бомбардировочного авиаполка. Участвовал с ним в походе Красной армии в Западную Белоруссию (1939), в Советско-финляндской войне 1939—1940 гг.
Указом Президиума Верховного Совета СССР от 8 апреля 1940 года — за боевые отличия он был награждён орденом Ленина.
В апреле 1940 года полковник Самохин назначается командиром 61-го штурмового авиаполка (с июля — в составе ВВС ПрибОВО). С ноября 1940 г. исполнял должность начальника отдела боевой подготовки Управления ВВС округа.

### Великая Отечественная война
В начале Великой Отечественной войны в той же должности на Северо-Западном фронте. С началом боевых действий в отсутствие командующего и начальника штаба ВВС округа, в условиях потери связи с войсками принял на себя руководство боевой деятельностью частей ВВС округа. Ему удалось сохранить и отвести авиачасти в район Псков — Полоцк.
29 июля 1941 года полковник Самохин был назначен заместителем командира 7-й смешанной авиационной дивизии. В кратчайший срок собрал лётный состав дивизии и организовал переподготовку его на новой материальной части. Затем в августе он переведён командиром 7-й смешанной авиадивизии. Её части поддерживали войска фронта в оборонительных боях за города Старая Русса и Великие Луки, затем вели боевые действия в районах Валдай, Осташков, Торжок. С переходом войск Красной армии в общее контрнаступление дивизия перешла в состав 4-й ударной армии. Позже полковник Самохин вступил в должность зам. командующего ВВС этой армии. В составе войск Северо-Западного, а с 22 января 1942 года — Калининского фронтов армия участвовала в оборонительных боях в районе озёр Велье и Селигер, в январе — феврале 1942 года — в Торопецко-Холмской наступательной операции.
В феврале 1942 года — Самохин переведён на должность командующего ВВС 34-й армии Северо-Западного фронта. В апреле 1942 года -по заданию Ставки ВГК организовал полёты самолётов к окружённым войскам в районе Вязьмы, Дорогобужа, Спас-Деменск.
С реорганизацией ВВС и формирование воздушных армий назначен заместителем командующего 1-й воздушной армией (5-11 мая 1942). Проделал большую работу по формированию авиадивизии. С 12 мая 1942 года командовал 215-й смешанной авиадивизией, переформированной 22 июня того же года в 215-ю истребительную авиационная дивизию. Дивизия входила в состав 1-й воздушной армии и поддерживала войска Западного фронта в ходе боёв на юхновском, гжатском и ржевском направлениях.
С ноября 1942 года полковник Самохин вступил в должность заместителя командующего 16-й воздушной армией и участвовал с ней в Сталинградской битве. По её завершении в феврале 1943 года перебазировался с армией в район Курской дуги в состав Центрального фронта.
17 марта 1943 года Самохину присвоено воинское звание генерал-майор авиации.
В мае 1943 года назначается заместителем командующего 8-й воздушной армии и воевал с ней до конца войны. Её войска в составе Южного фронта принимают участие в освобождении Донбасса, Мелитополя и южной части Левобережной Украины, в ликвидации никопольской к группировки противника. В начале 1944 года армия обеспечивала перегруппировку и сосредоточение войск фронта у Сиваша и Перекопа, весной поддерживала войска в ходе Крымской наступательной oперации, при форсировании Сиваша и прорыве вражеской обороны на Перекопе, наступлении в глубь Крымского полуостров и освобождении Севастополя. По завершении боевых действий в Крыму армия в мае выведена в резерв Ставки ВГК. Затем в июле — августе 1944 года её соединения и части в составе 1-го Украинского фронта участвовали в Львовско-Сандомирской наступательной операции. Войдя вновь состав 4-го Украинского фронта, армия поддерживала его войска до конца войны. Участвовала в преодолении Карпат освобождении Закарпатской Украины, Чехословакии и южных районов Польши, в Моравска-Остравской и Пражской наступательных операциях.

### После войны
Генерал-майор авиации Самохин продолжал служить в 8-й воздушной армии в прежней должности, декабря 1945 года исполнял должность начальника штаба армии.
В июне 1946 года назначен заместителем командующего 2-й воздушной армией.
1 марта 1946 года Самохину присвоено воинское звание генерал-лейтенант авиации.
С ноября 1946 года переведён начальником курсов усовершенствования Краснознамённой Военно-воздушной академии, с сентября 1948 года был заместителем начальника академии.
14 марта 1955 года уволен отставку по болезни.
Проживал в пгт Монино Щёлковского района Московской области.
Умер 14 марта 1987 года. Похоронен на Монинском мемориальном военном кладбище в посёлке Монино Московской области.

## Награды
СССР:
- два ордена Ленина (08.04.1940, 21.02.1945)
- четыре ордена Красного Знамени (22.02.1938, 03.02.1943, 03.11.1944, 24.06.1948)
- орден Кутузова I степени (21.05.1945)
- Богдана Хмельницкого I степени (11.08.1944)
- орден Суворова II степени (22.12.1943)
- орден Кутузова II степени (16.05.1944)
- орден Отечественной войны I степени (06.04.1985)
  - Медали СССР в том числе:
  - «20 лет Рабоче-Крестьянской Красной Армии» (22.02.1938)
- знак «50 лет пребывания в КПСС»

Приказы (благодарности) Верховного Главнокомандующего, в которых отмечен И. К. Самохин:
- За овладение важным хозяйственно-политическим центром и областным городом Украины Львов — крупным железнодорожным узлом и стратегически важным опорным пунктом обороны немцев, прикрывающим пути к южным районам Польши. 27 июля 1944 года № 154
- За овладение городом и крепостью Перемышль и городом Ярослав — важными узлами коммуникаций и мощными опорными пунктами обороны немцев, прикрывающими пути на Краков.28 июля 1944 года № 156
- За овладение крупным промышленным центром и областным городом Украины Дрогобыч — важным узлом коммуникаций и опорным пунктом обороны противника, прикрывающим подступы к перевалам через Карпаты. 6 августа 1944 года № 163
- За овладение городом Борислав — крупным центром нефтедобывающей промышленности Западной Украины. 7 августа 1944 года № 165.

Других государств:
- Орден Белого льва «За Победу» 2 степени (ЧССР)
- Два военных креста 1939 года (ЧССР)
- Военная памятная медаль (ЧССР)